# Yorkshire de l'Ouest
Le Yorkshire de l'Ouest (en anglais : West Yorkshire ; prononcé : /wɛst ˈjɔːk.ʃə(ɹ)/) est un comté métropolitain et comté cérémonial d'Angleterre. Correspondant en partie à l'ancien West Riding of Yorkshire, il est bordé par le Yorkshire du Sud au sud-est, le Derbyshire au sud, le Grand Manchester au sud-ouest, le Lancashire au nord-ouest et le Yorkshire du Nord au nord et à l'est.

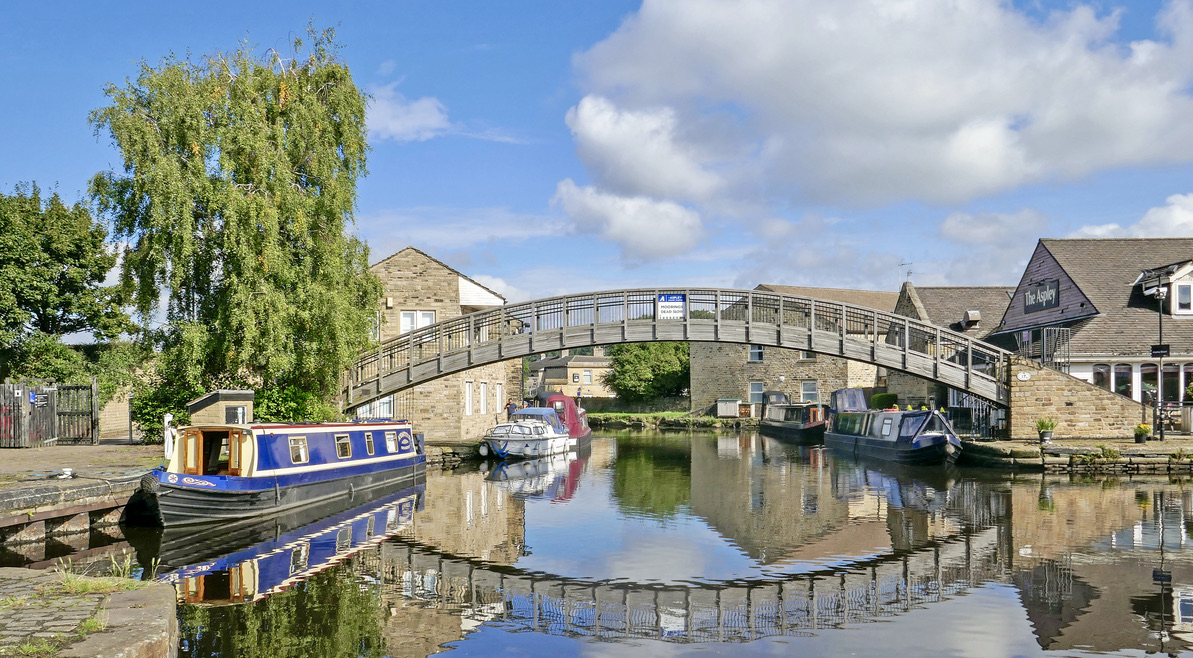
Bassin d'Aspley, Huddersfield

## Géographie

Carte des subdivisions du Yorkshire de l'Ouest.

L'ouest du comté est montagneux. Il culmine à Black Hill (litt. « colline noire »), à 582 m d'altitude.

## Histoire
Le comté du Yorkshire de l'Ouest est créé en 1974, en vertu du Local Government Act 1972. Son conseil de comté (county council) est dissous en 1986 et ses prérogatives reviennent aux cinq districts du comté, mais certains services continuent à être traités au niveau du comté par les West Yorkshire Joint Services. Depuis 2014, les conseils qui gouvernent ces cinq districts collaborent au sein d'une autorité combinée dans certains domaines, principalement l'économie et les transports.

## Subdivisions
Le Yorkshire de l'Ouest est divisé en cinq districts métropolitains :
| No | Nom               | Chef-lieu    | Superficie (km2) | Population (est. 2011) |
| -- | ----------------- | ------------ | ---------------- | ---------------------- |
| 1  | Cité de Leeds     | Leeds        | 551,7            | 750 700                |
| 2  | Cité de Wakefield | Wakefield    | 338,6            | 326 400                |
| 3  | Kirklees          | Huddersfield | 408,6            | 423 000                |
| 4  | Calderdale        | Halifax      | 363,9            | 200 100                |
| 5  | Cité de Bradford  | Bradford     | 370,0            | 523 100                |

## Politique
Le Yorkshire de l'Ouest comprend vingt-deux circonscriptions électorales :
| Nom | Nom                                  | Nombre d'électeurs (2010) | Député                                  |
| --- | ------------------------------------ | ------------------------- | --------------------------------------- |
|     | Batley and Spen                      | 77 472                    | Mike Wood (Parti travailliste)          |
|     | Bradford East                        | 70 863                    | Imran Hussain (Parti travailliste)      |
|     | Bradford South                       | 67 201                    | Judith Cummins (Parti travailliste)     |
|     | Bradford West                        | 69 967                    | Naseem Shah (Parti travailliste)        |
|     | Calder Valley                        | 75 379                    | Craig Whittaker (Parti conservateur)    |
|     | Colne Valley                         | 78 355                    | Jason McCartney (Parti conservateur)    |
|     | Dewsbury                             | 76 886                    | Paula Sherriff (Parti travailliste)     |
|     | Elmet and Rothwell                   | 76 580                    | Alec Shelbrooke (Parti conservateur)    |
|     | Halifax                              | 70 978                    | Holly Walker-Lynch (Parti travailliste) |
|     | Hemsworth                            | 71 988                    | Jon Trickett (Parti travailliste)       |
|     | Huddersfield                         | 66 275                    | Barry Sheerman (Parti travailliste)     |
|     | Keighley                             | 68 652                    | Kris Hopkins (Parti conservateur)       |
|     | Leeds Central                        | 78 941                    | Hilary Benn (Parti travailliste)        |
|     | Leeds East                           | 67 571                    | Richard Burgon (Parti travailliste)     |
|     | Leeds North East                     | 66 930                    | Fabian Hamilton (Parti travailliste)    |
|     | Leeds North West                     | 66 466                    | Greg Mulholland (Libéraux-démocrates)   |
|     | Leeds West                           | 67 629                    | Rachel Reeves (Parti travailliste)      |
|     | Morley and Outwood                   | 69 583                    | Andrea Jenkyns (Parti conservateur)     |
|     | Normanton, Pontefract and Castleford | 78 641                    | Yvette Cooper (Parti travailliste)      |
|     | Pudsey                               | 68 150                    | Stuart Andrew (Parti conservateur)      |
|     | Shipley                              | 69 427                    | Philip Davies (Parti conservateur)      |
|     | Wakefield                            | 71 347                    | Mary Creagh (Parti travailliste)        |